# 楊文淦
楊文淦（1928年2月26日—2014年8月1日），臺灣導演，曾獲第7屆金馬獎最佳紀錄片策劃、第25屆金馬獎最佳紀錄片導演。

## 生平
楊文淦1928年生於江蘇徐州邳縣，1949年來臺，畢業於政工幹校心戰教官班第一期。1950年代，他被龍芳延攬進臺灣省電影製片廠做編導，任職臺製廠期間製作過大量的新聞影片及紀錄片，被譽為「臺灣紀錄片之父」。他所導演的《八七水災》歷時數年完成，是臺灣電影史上第一部以新聞報導方式記錄災情的紀錄片。其導演作品、以台灣製茶業為主題的《龍井鄉》，於1969年獲得第15屆亞洲影展與第7屆金馬獎最佳紀錄片，他本人亦榮獲金馬獎最佳紀錄片策劃的肯定。1988年，他又以《暮鼓晨鐘》奪得第25屆金馬獎最佳紀錄片導演獎。終其一生，他所導演的紀錄片多達五百餘部。
除拍攝紀錄片，楊文淦亦執導過十九部劇情片，如柯俊雄、張美瑤、張小燕主演的《梨山春曉》（1967），以及張美瑤、劉明、夏台鳳、張冰玉主演的《小鎮春回》（1969）。在拍攝《梨山春曉》時，一場動員直升機空拍的戲，因當時正沉浸愛河的男女主角一直沒對到鏡頭，導致直升機盤旋過久，楊文淦與攝影師從機上跌落山溝，次日才獲救。楊文淦還曾跨足電視圈，執導梁修身主演的中視電視劇《彩鳳曲》（1971）。當時梁修身初入演藝圈即挑大樑，表現欠佳，引發換角之議，惟楊文淦力挺梁修身繼續演出，因此梁修身尊楊文淦為其啟蒙恩師。
楊文淦晚年罹患攝護腺癌及糖尿病，2014年8月1日因腎衰竭病逝於臺北榮民總醫院，享年八十六歲。他育有一子二女，長女楊詠喬為台經企業圖書出版業總經理，華人衛星電視台節目部製作人。次女楊起鳳為聯合報影劇娛樂新聞中心召集人。長子楊宗穎為華視中部新聞中心記者。

## 製片作品
- 唐山過台灣（1986）
- 嬰靈（1989）
- 風馬牛(1972)
- 威猛金龍(1974)

## 導演作品
- 八七水災（紀錄片）
- 梨山春曉（1967）
- 龍井鄉（1968，紀錄片）
- 小鎮春回（1969）
- 吾愛吾妻（1970）
- 春宵花弄月（1970）
- 四海一家（1971）
- 彩鳳曲（1971，中視電視劇）
- 風馬牛(1972)
- 威猛金龍（1974）
- 花開春暖（1976）
- 宵待草（1987）
- 暮鼓晨鐘（1987，紀錄片）
- 中華文物—太極拳（1990，紀錄片）
- 裱褙的藝術（1991，紀錄片）

## 策劃作品
- 龍井鄉（1968，紀錄片）
- 大輪迴（1984）
- 紅粉情佳人（1987）
- 豪門聖女（1997）

## 編劇作品
- 吾愛吾妻（1970）
- 風馬牛(1972)
- 威猛金龍（1974）
- 花開春暖（1976）
- 中華文物—太極拳（1990，紀錄片）
- 裱褙的藝術（1991，紀錄片）

## 外部連結
- 楊文淦在互联网电影资料库（IMDb）上的資料（英文）
- 楊文淦在香港影庫上的簡介